# Skrzeczyk karłowaty
Skrzeczyk karłowaty (Trichopsis pumila) – słodkowodna ryba z rodziny guramiowatych. Hodowana w akwariach.

## Występowanie
Tajlandia, Laos i Kambodża

## Dymorfizm płciowy
Samce mają dłuższe płetwy.

## Warunki w akwarium
| Zalecane warunki w akwarium | Zalecane warunki w akwarium        |
| --------------------------- | ---------------------------------- |
| Zbiornik                    | średni                             |
| Temperatura wody            | 24 – 28 °C                         |
| Twardość wody               | miękka do średnio twardej 2 - 12°n |
| Skala pH                    | 6,0 - 7,5                          |
| Pokarm                      | żywy, mrożony i w płatkach         |

## Warunki hodowlane
Nie jest polecana początkującym akwarystom. Spokojna ryba, może być trzymana w niedużym akwarium. Wydają dźwięki przypominające pomruki. Wymagają zbiornika gęsto obsadzonego roślinami, również pływającymi, z licznymi kryjówkami wśród korzeni i kamieni. Dorastają do ok. 4 cm długości. 

## Rozmnażanie
Samce wykazują niewielką agresję w okresie tarła. Samica składa od 100 - 200 jajeczek. Narybek wylęga się po ok. 2 dniach. Samce opiekują się ikrą.